# Paul Blackthorne

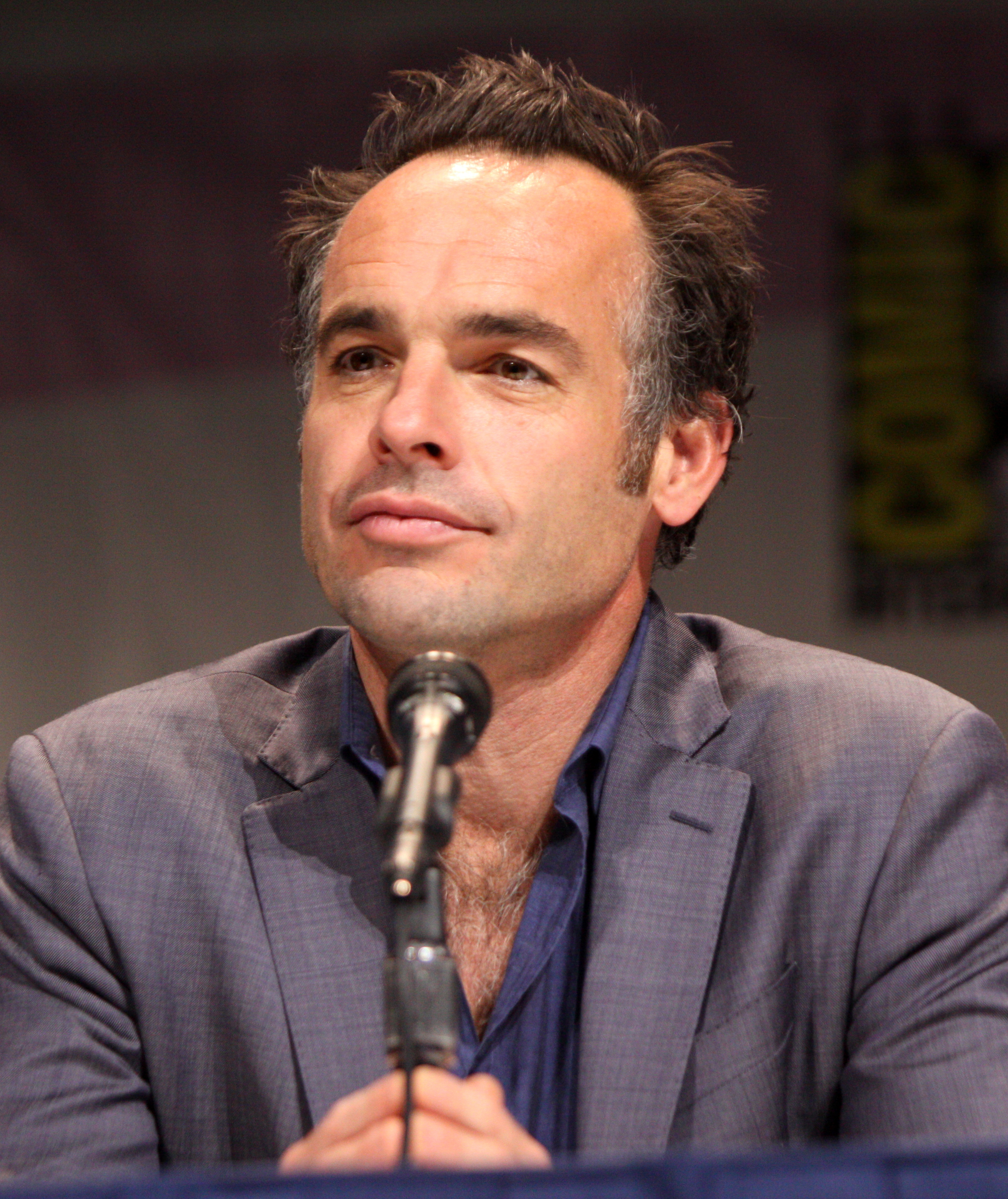
Paul Blackthorne

Paul Blackthorne (* 5. März 1969 in Wellington, Shropshire) ist ein britischer Schauspieler im Film, Fernsehen und Radio. 

## Leben
Blackthorne verbrachte seine frühe Kindheit an verschiedenen Militärstandorten in England und in Deutschland. Seine ersten schauspielerischen Erfahrungen machte er als Jugendlicher in Aufführungen des National Youth Music Theatre. Dort wirkte er in der Produktion The Leaving of Liverpool mit, die beim Edinburgh Festival und im Londoner Westend gezeigt wurde. Später wirkte er in The Ragged Child mit und gastierte mit dieser Produktion beim Bergen International Festival. Mitte der 1990er Jahre spielte er am Nottingham Playhouse in dem Theaterstück Plötzlich im letzten Sommer von Tennessee Williams.
Blackthorne spielte dann zunächst in einigen Werbespots im Fernsehen. Außerdem war er als Sprecher für Radiowerbung tätig. In dem für den Oscar als „Bester fremdsprachiger Film“ nominierten indischen Film Lagaan – Es war einmal in Indien spielte Blackthorne die Figur des Captain Russell. Für die Rolle lernte er sechs Monate Hindi.
In der deutschsprachigen Medienlandschaft erreichte er durch die Serie Lipstick Jungle Aufmerksamkeit. Dort spielt er den Mann von Wendy Healy (Brooke Shields). In der Serie 24 spielte er 2004 die Rolle des Stephen Saunders. 2007/2008 spielte er die Hauptrolle des Zauberers Harry Dresden in der Kriminal- und Fantasyserie The Dresden Files. Neben CSI: Miami und Monk wirkte er in vielen weiteren Fernsehserien mit. Von 2012 bis 2018 spielte Blackthorne in der Serie Arrow die Rolle des Quentin Lance. Im Computerspiel Star Wars: Battlefront II gab er der Figur Gideon Hask seine Stimme.
Neben seiner Tätigkeit als Schauspieler arbeitet Blackthorne auch als Fotograf. Seine Ausstellung Delhi to Manhattan wurde von April bis Juni 2009 im Tibet House in New York City gezeigt.

## Filmografie (Auswahl)
- 1999: Peak Practice (Fernsehserie, 4 Folgen)
- 2001: Lagaan – Es war einmal in Indien (Lagaan: Once Upon a Time in India)
- 2002–2003: Presidio Med (Fernsehserie, 13 Folgen)
- 2004: Emergency Room – Die Notaufnahme (ER, Fernsehserie, 5 Folgen)
- 2004: 24 (Fernsehserie, 10 Folgen)
- 2005: Medium – Nichts bleibt verborgen (Medium, Fernsehserie, Folge 1x11)
- 2006: Monk (Fernsehserie, Folge 5x10)
- 2007: The Dresden Files (Fernsehserie, 12 Folgen)
- 2008–2009: Lipstick Jungle (Fernsehserie, 20 Folgen)
- 2009: Burn Notice (Fernsehserie, Folge 3x09)
- 2010: Leverage (Fernsehserie, Folgen 2x14–2x15)
- 2010: CSI: Miami (Fernsehserie, Folge 8x16)
- 2010: Warehouse 13 (Fernsehserie, Folge 2x13)
- 2010–2011: White Collar (Fernsehserie, 2 Folgen)
- 2012: The River (Fernsehserie, 8 Folgen)
- 2012: CSI: Vegas (CSI: Crime Scene Investigation, Fernsehserie, Folge 12x17)
- 2012–2020: Arrow (Fernsehserie, 115 Folgen)
- 2014: Dumm und Dümmehr (Dumb and Dumber To)
- 2015, 2017: The Flash (Fernsehserie, 2 Folgen)
- 2016: Legends of Tomorrow (Fernsehserie, 2 Folgen)
- 2021: Die Königin des Nordens (Margrete den første)
- 2023: Magnum P.I. (Fernsehserie, Folge 5x11)